# Sierra Norte de Puebla
La sierra Norte de Puebla, denominada como sierra Norte en el estado de Puebla, es una cadena montañosa que constituye el extremo sur de la Sierra Madre Oriental en México. Tiene una longitud aproximada de 100 kilómetros, con anchuras de hasta 50 kilómetros. Ocupa el norte del territorio del estado de Puebla —de donde toma su nombre— aunque también se extiende hacia el oriente del estado de Hidalgo. La sierra limita al oriente con la llanura Costera del Golfo, y al poniente y al sur con el Eje Neovolcánico.

## Geografía
Como el resto de la Sierra Madre Oriental, la sierra Norte de Puebla es producto de un proceso orogénico del período Mesozoico. Por esto, el tipo de rocas características de las montañas que lo constituyen es la andesita. El suelo predominante es el andosol. A diferencia de otras partes del estado de Puebla y de la misma Sierra Madre Oriental, la sierra Norte posee una alta humedad que favorece la formación de caudalosas corrientes de agua, aunque innavegables. Estas corrientes constituyen cuencas que desaguan al Golfo de México. Entre ellas se encuentran los ríos Necaxa, Tuxpan, Tecolutla, Cazones y Nautla.

## Municipios que componen la Sierra Norte de Puebla
La sierra Norte de Puebla abarca el territorio de 65 municipios distintos:
62 agrupados en las primeras 7 regiones de Puebla y 3
(Cuyoaco,
Libres y
Ocotepec) en la région 8.

### Región 1Xicotepec
- Francisco Z. Mena,
- Pantepec
- Venustiano Carranza,
- Jalpan,
- Tlaxco,
- Tlacuilotepec,
- Xicotepec,
- Zihuateutla,
- Pahuatlán,
- Honey y
- Naupan.

### Región 2Huauchinango
- Ahuazotepec,
- Huauchinango,
- Juan Galindo,
- Chiconcuautla,
- Tlaola
- Tlapacoya y
- Jopala.

### Región 3Zacatlán
- San Felipe Tepatlán,
- Hermenegildo Galeana,
- Amixtlán,
- Coatepec,
- Ahuacatlán,
- Tepango de Rodríguez,
- Camocuautla,
- Zacatlán y
- Tepetzintla.

### Región 4Huehuetla
- Olintla,
- Huehuetla
- Hueytlalpan,
- Ixtepec,
- Caxhuacan,
- Zapotitlán de Méndez,
- Atlequizayan,
- Zongozotla,
- Huitzilan de Serdán y
- Xochitlán de Vicente Suárez.

### Región 5Zacapoaxtla
- Tuzamapan de Galeana,
- Jonotla,
- Zoquiapan,
- Cuetzalan,
- Nauzontla,
- Xochiapulco,
- Zacapoaxtla,
- Zautla y
- Zaragoza.

### Región 6Teziutlán
- Tenampulco,
- Acateno,
- Ayotoxco de Guerrero,
- Hueytamalco,
- Yaonáhuac,
- Hueyapan,
- Teteles de Ávila Castillo,
- Teziutlán,
- Tlatlauquitepec,
- Atempan,
- Chignautla y
- Xiutetelco.

### Región 7Chignahuapan
- Aquixtla,
- Cuautempan,
- Tetela de Ocampo,
- Chignahuapan e
- Ixtacamaxtitlán

## Galería de Imágenes

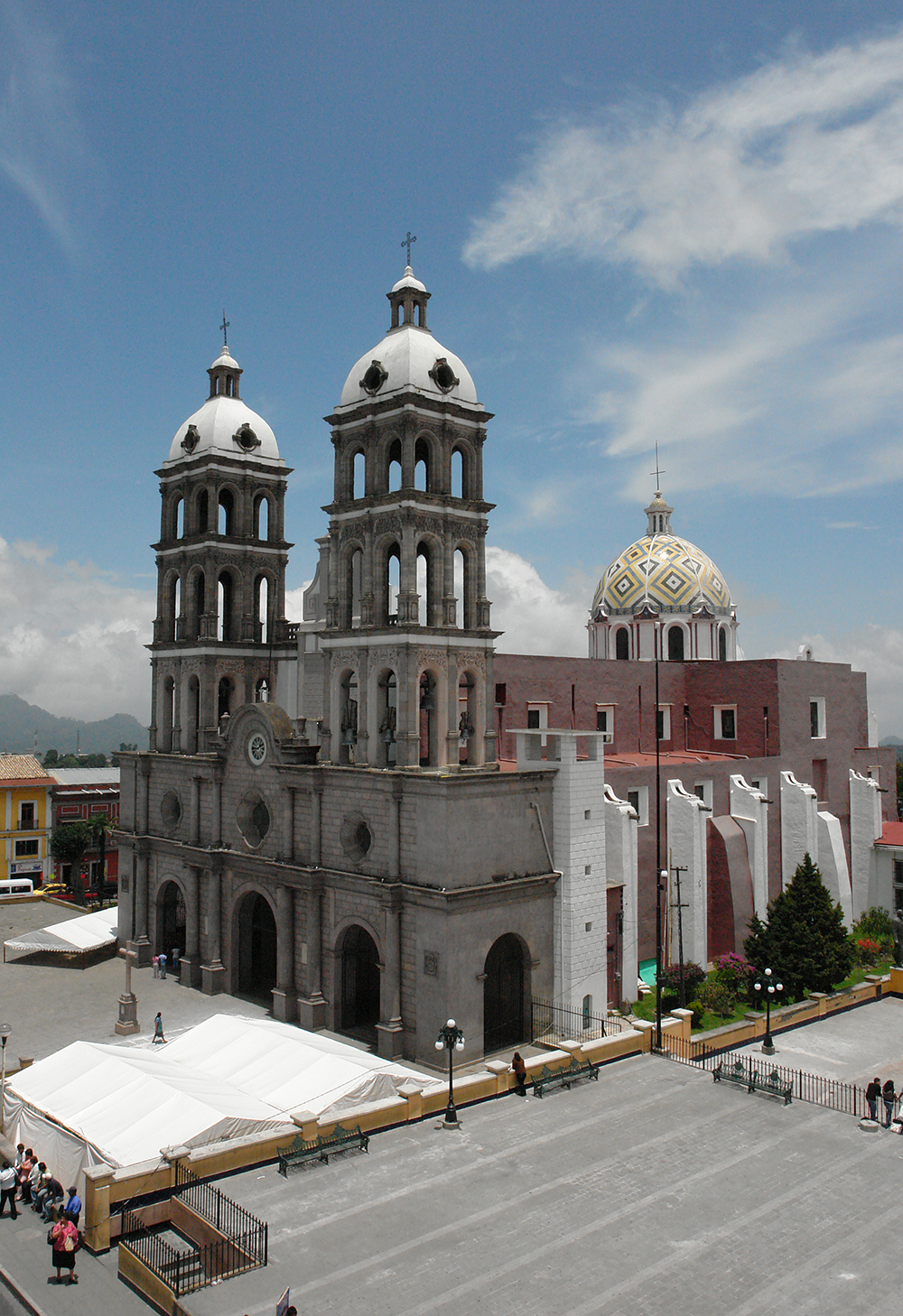
Teziutlan
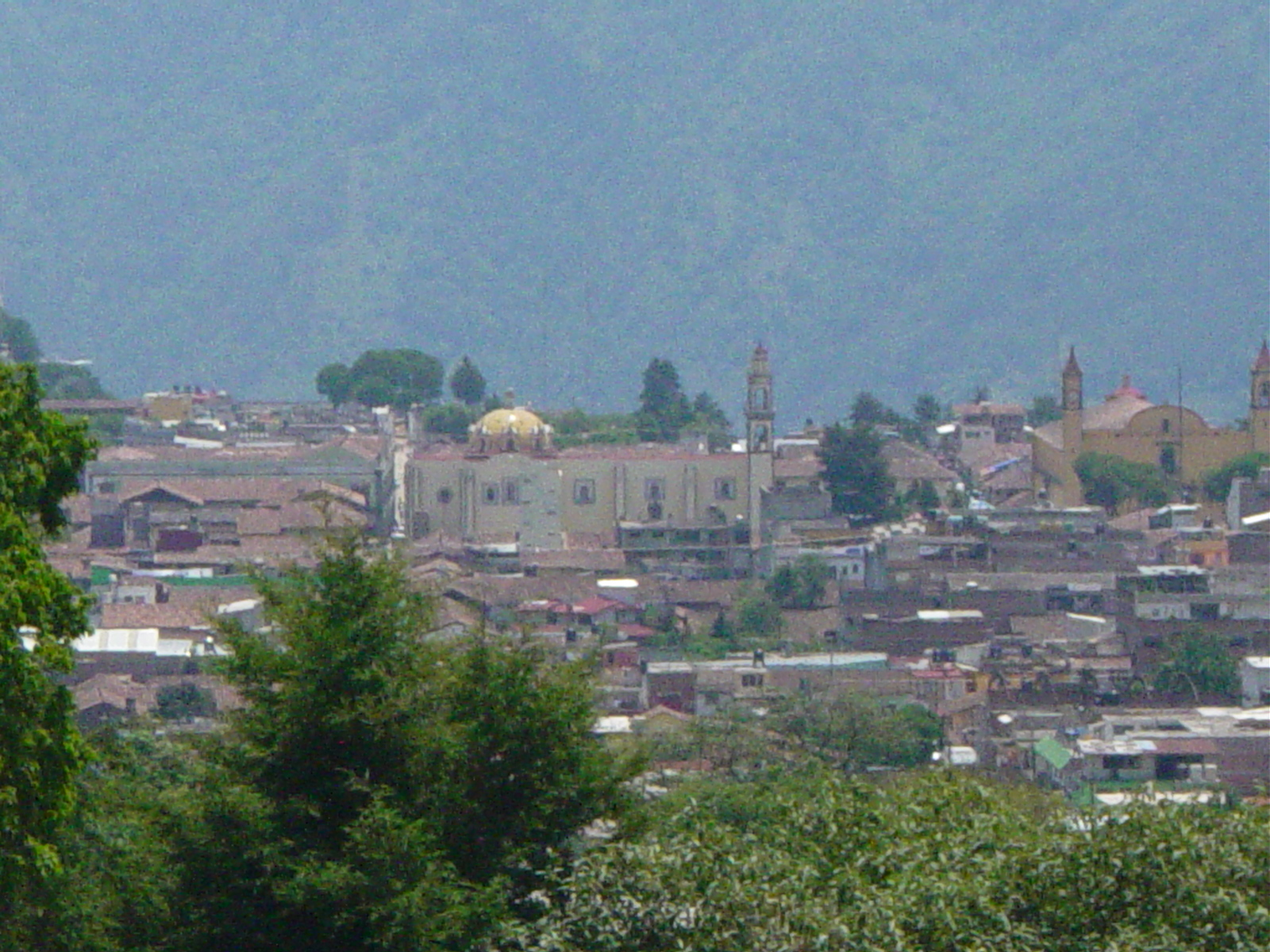
Zacatlán.
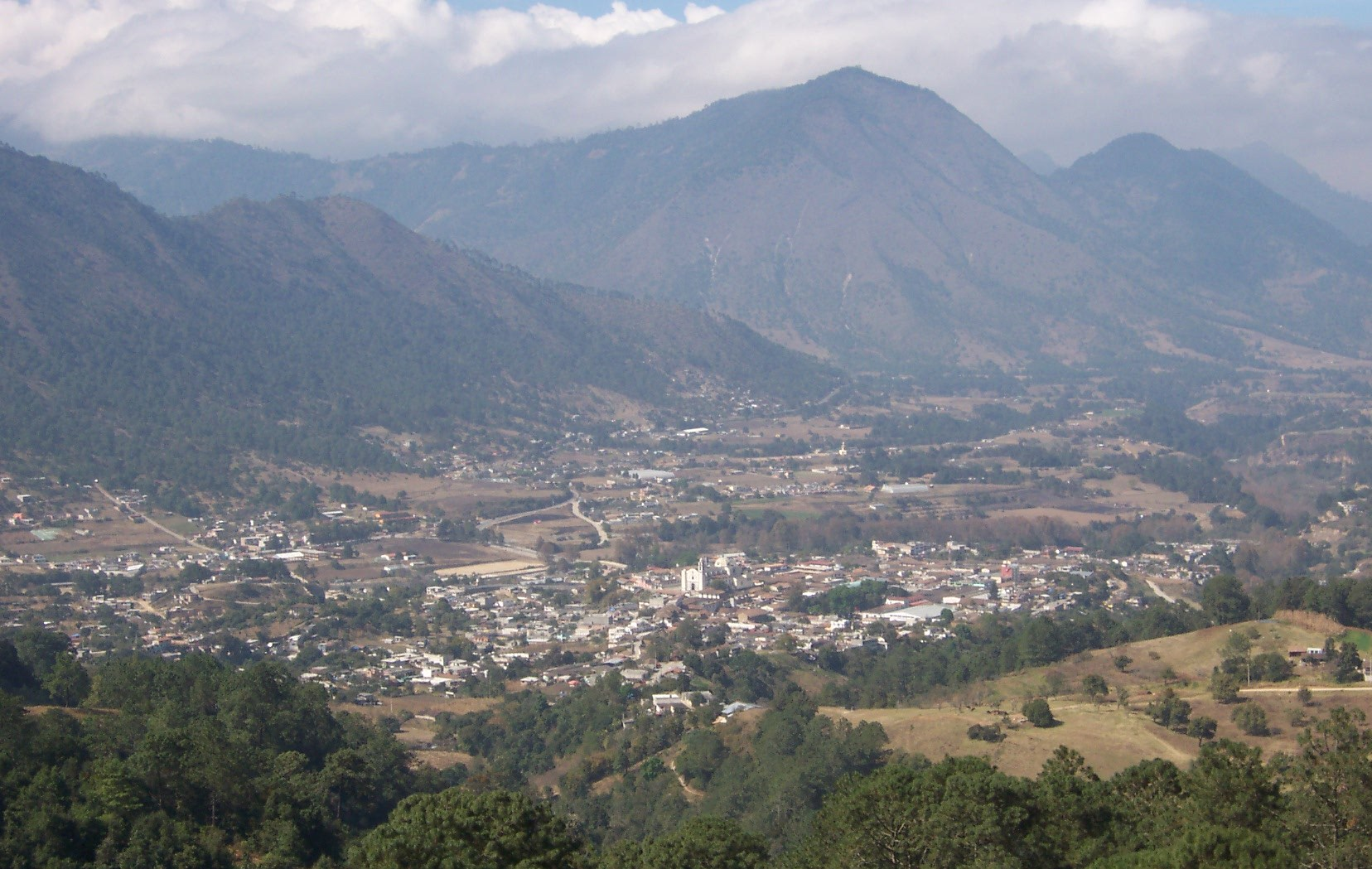
Tetela de Ocampo.
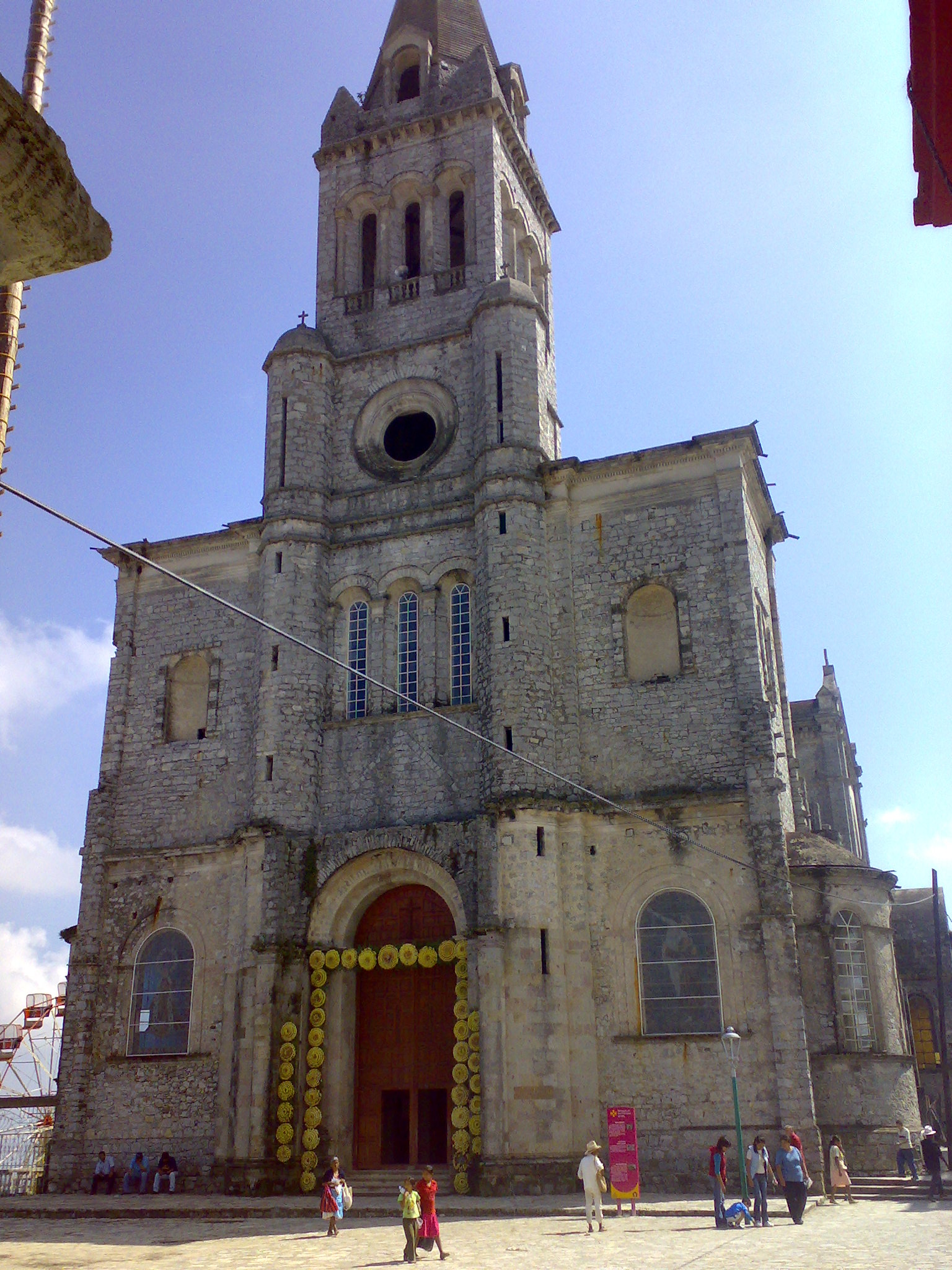
Cuetzalan.
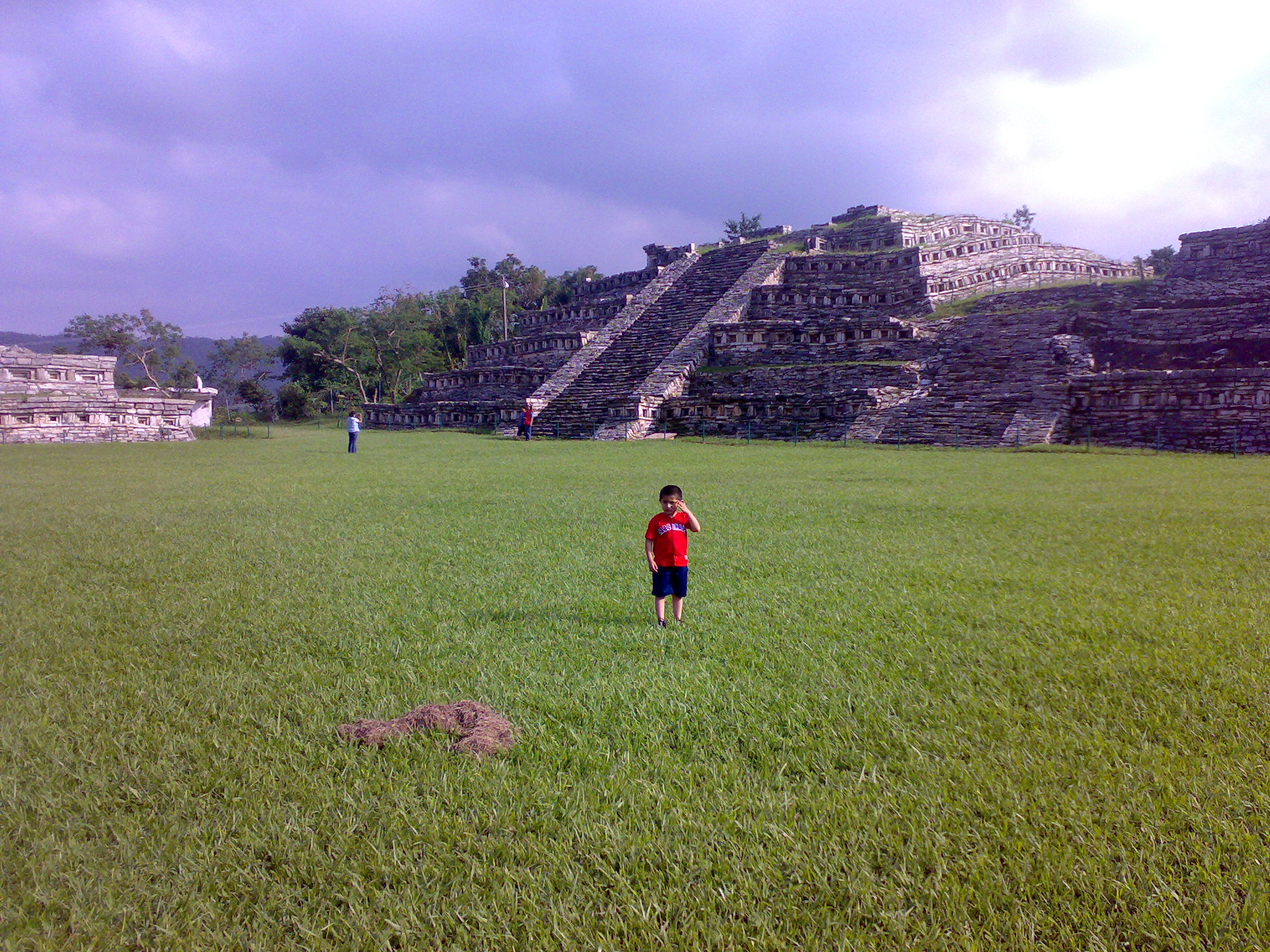
Zona arqueológica de Yohualichan, Cuetzalan..
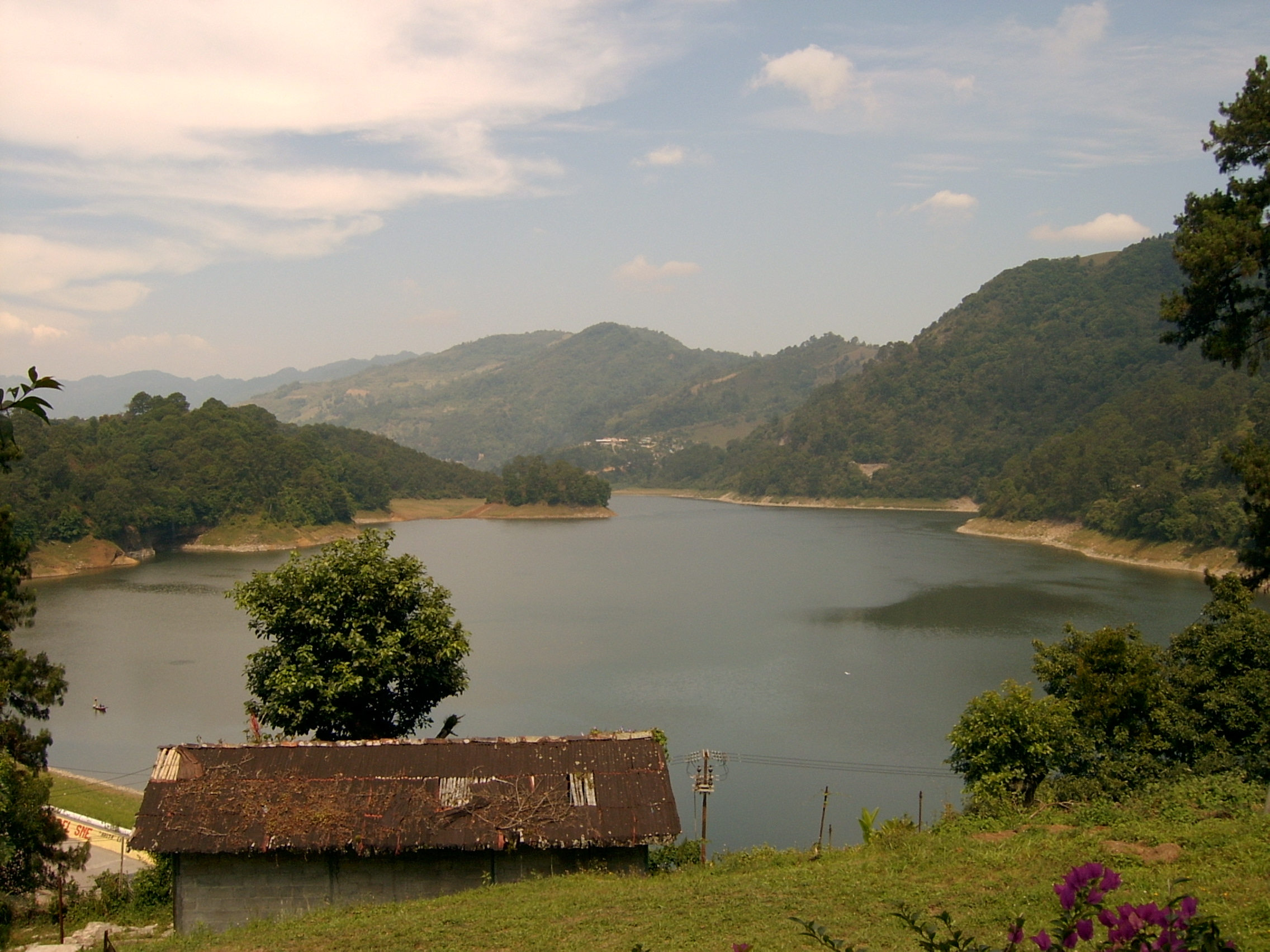
Río Necaxa
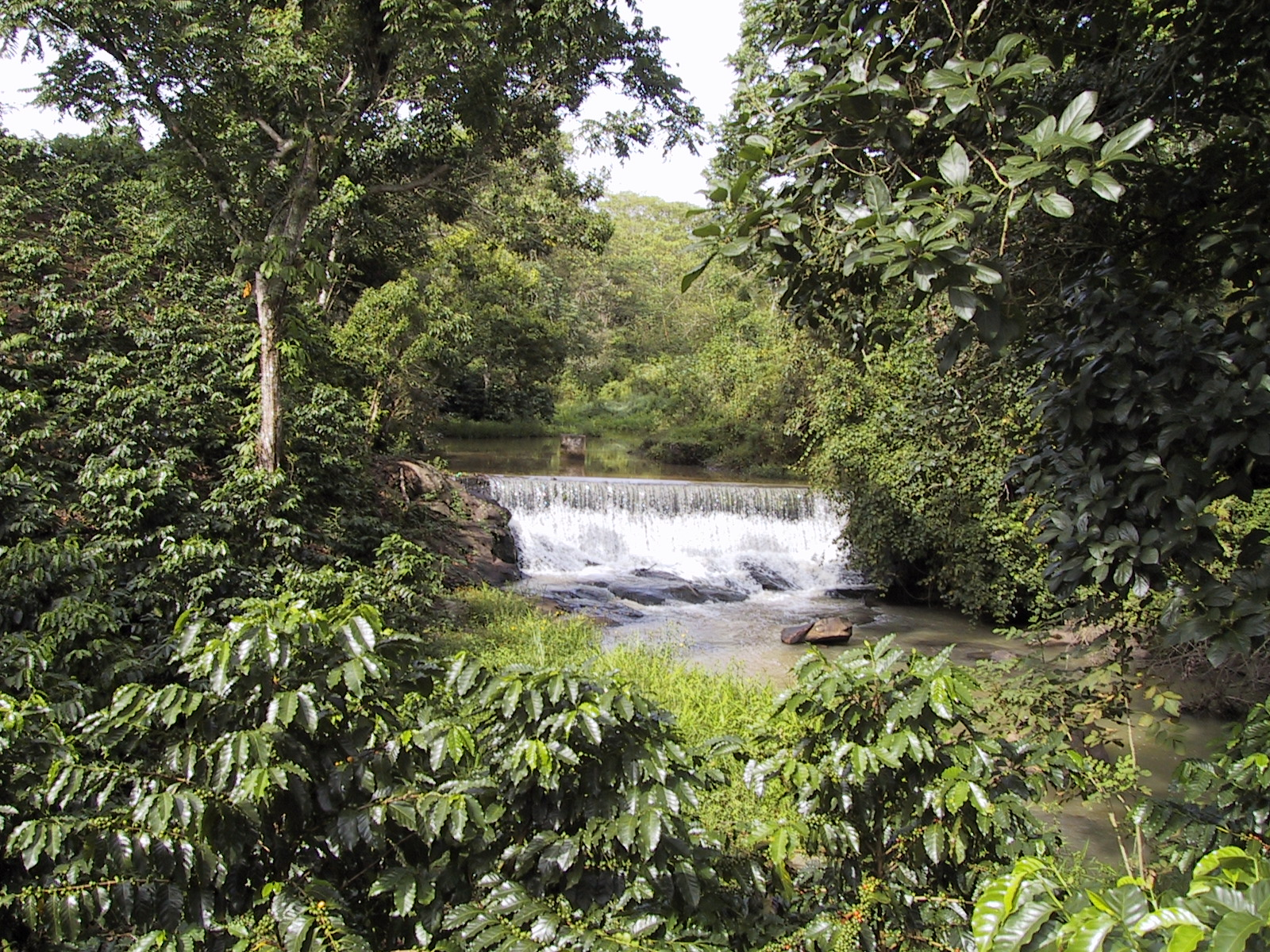
Zihuateutla.
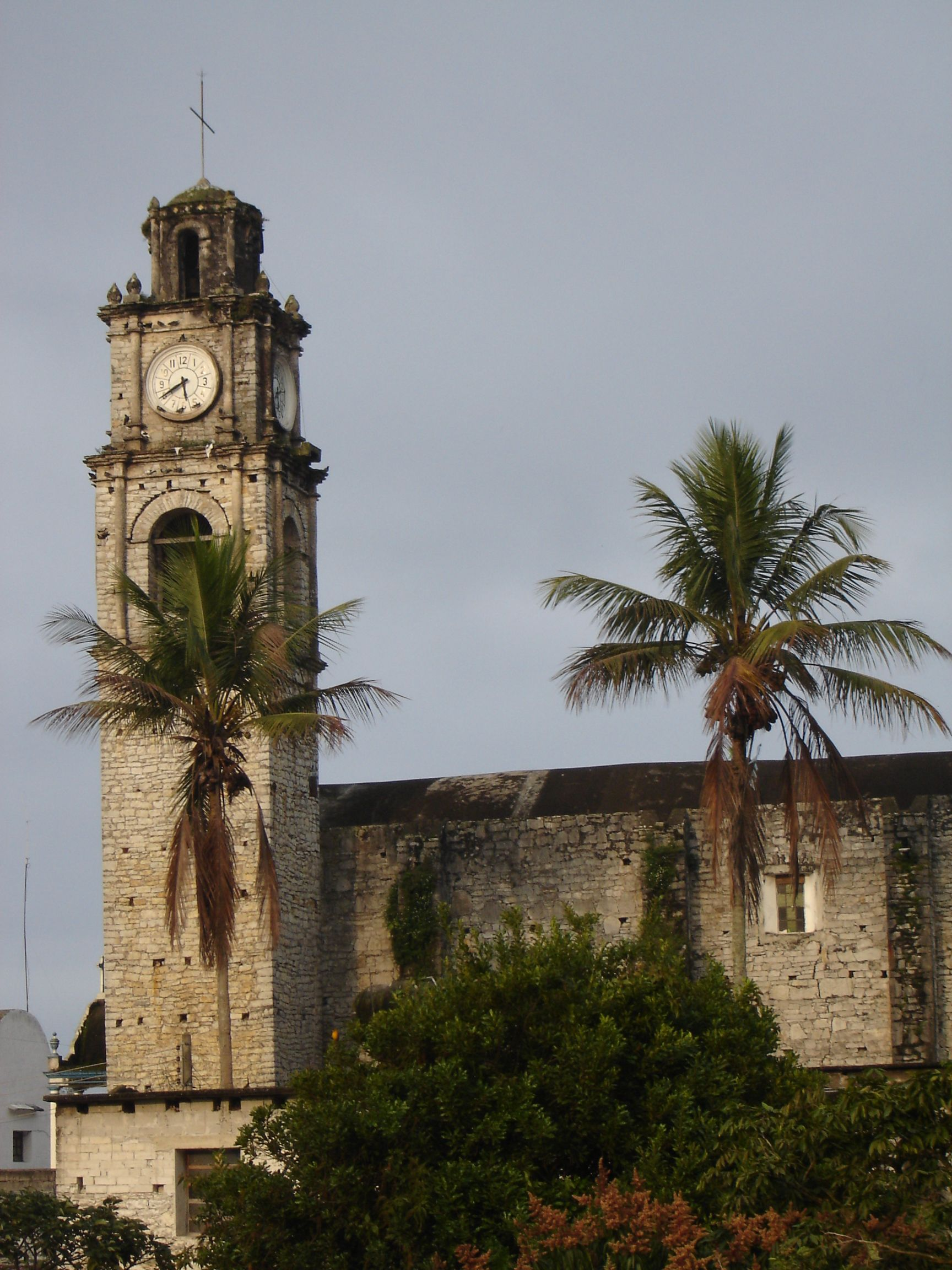
Caxhuacan.
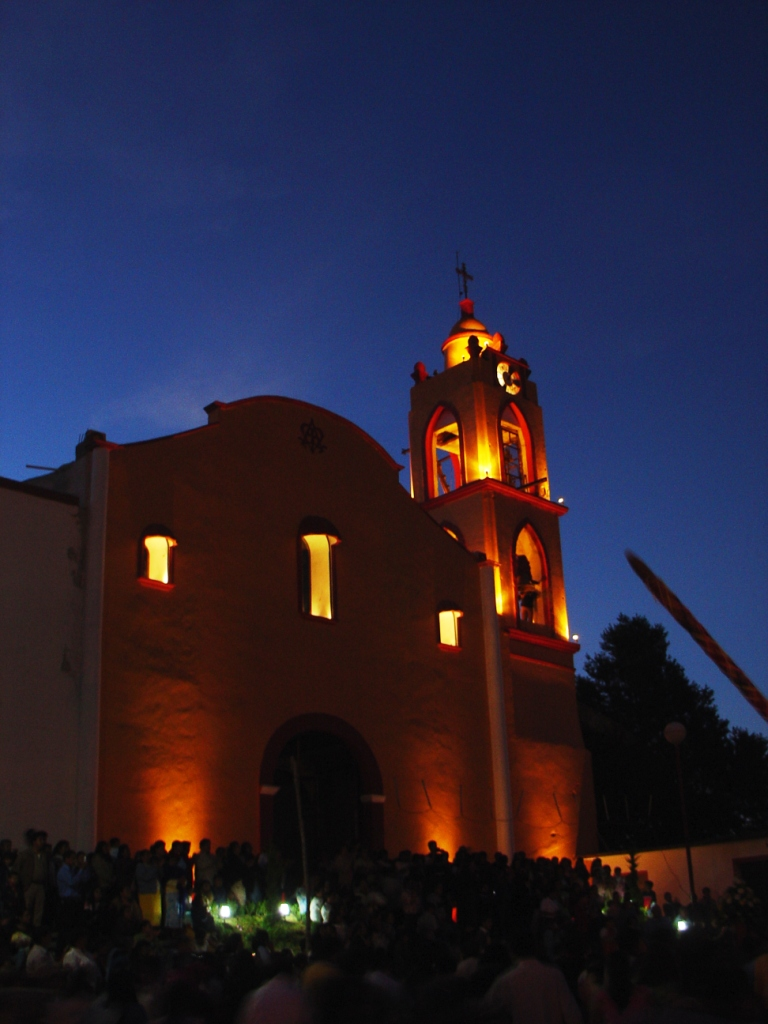
Zaragoza
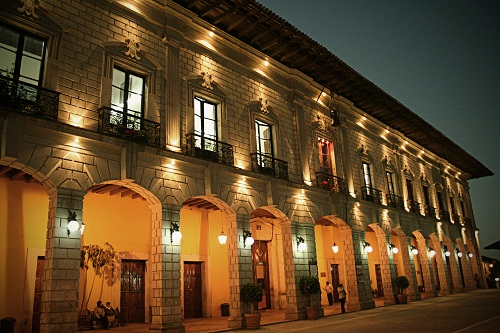
Zacapoaxtla.
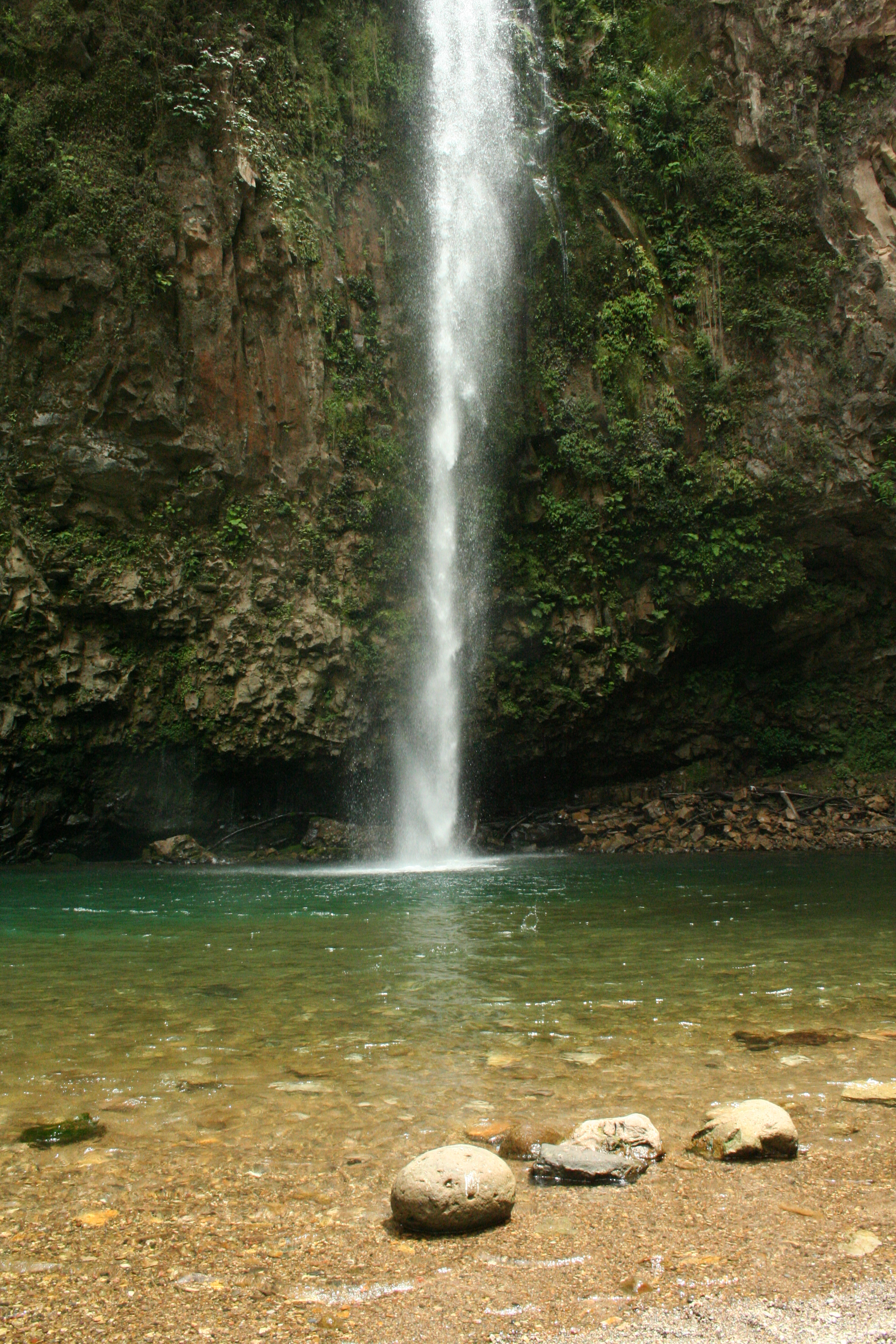
Cascada "La Gloria".
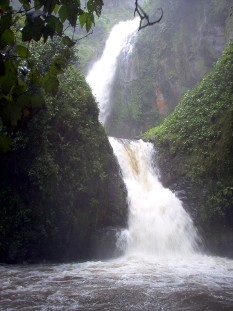
Cascada de Tuliman
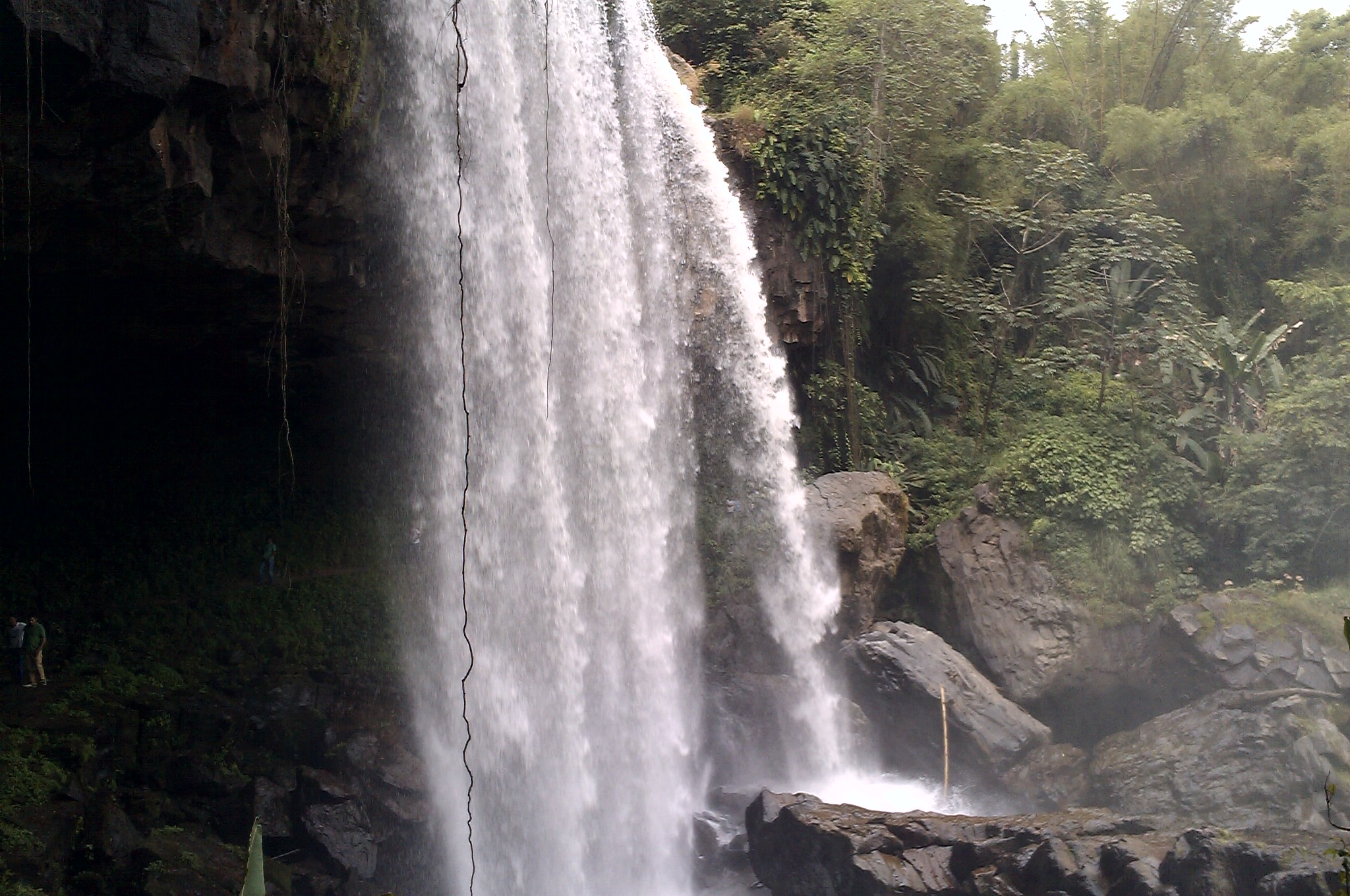
Cascada de Plan de Guinea, Hueytamalco
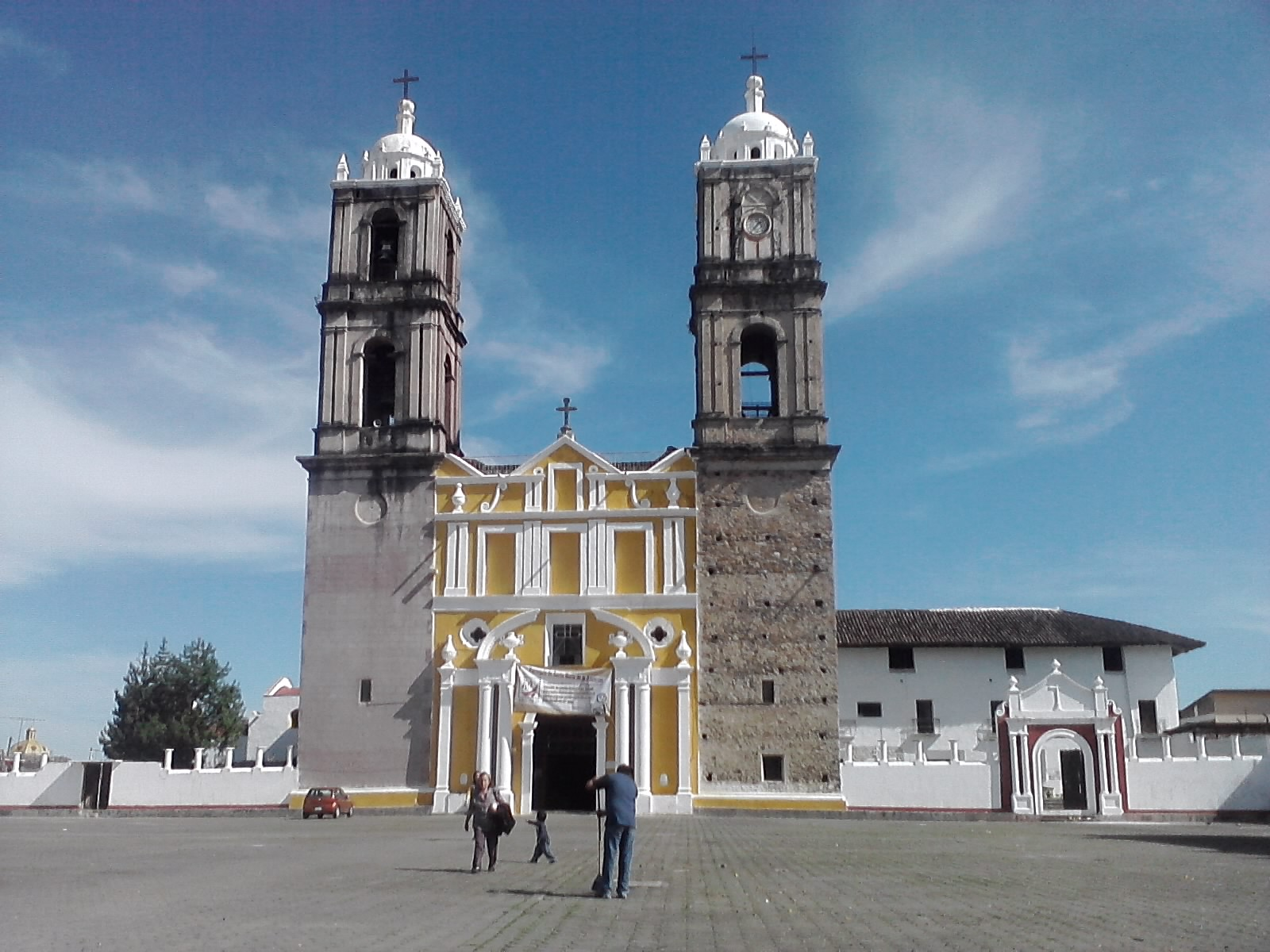
Tlatlauquitepec